# Once We Were Strangers
Once We Were Strangers è un film del 1997 di Emanuele Crialese.

## Trama
Il film si incentra su due storie che vorrebbero realizzare il sogno americano nella Grande Mela al fine di consolidare due relazioni affettive.
I protagonisti sono Antonio ed Apu che vivono più o meno gli stessi problemi. Antonio è un cuoco immigrato a New York che perde il lavoro perché non vuole preparare una carbonara usando l'aglio. Antonio si innamora di Ellen, una studentessa che lavora per una radio e che sta per trasferirsi a Parigi. Mentre il suo amico indiano Apu, che fa la cavia umana, combina un matrimonio per procura ed ha problemi con la nuova moglie Devi, che vive a disagio il suo trasferimento nella Grande Mela e non riesce a sopportare alcune privazioni.